# Goa Shipyard Limited
Goa Shipyard Limited (GSL) je indická státní loděnice sídlící ve Vasco da Gama ve státě Goa. Založena byla roku 1957. Zajišťuje stavbu a opravy vojenských i civilních plavidel. Je významným dodavatelem indického námořnictva a pobřežní stráže. Postavila více než dvě stovky plavidel.

## Historie

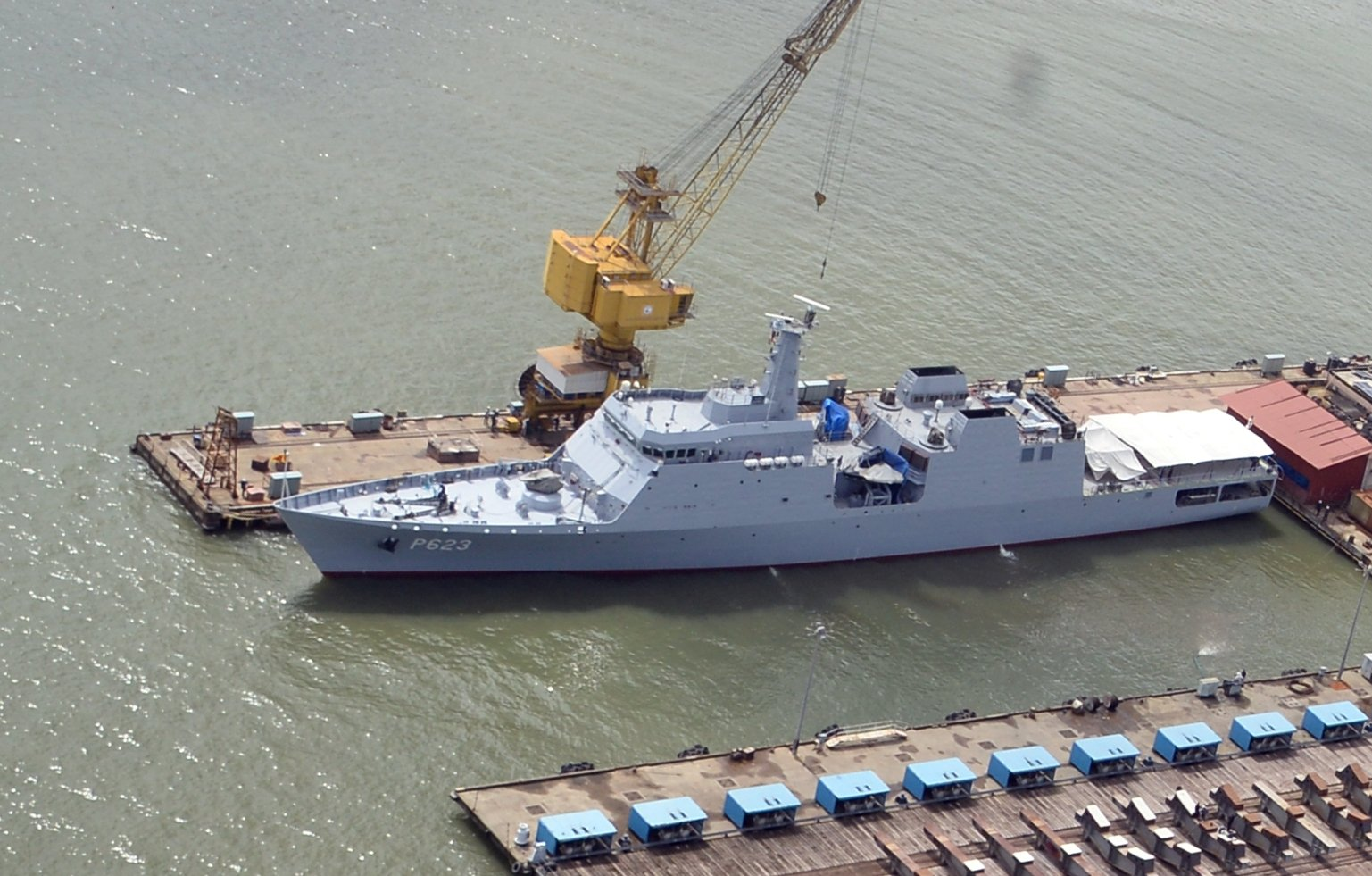
Oceánská hlídková loď třídy Saryu SLNS Sayurala (P623) v loděnici Goa Shipyard

Roku 1957 byla ve Vasco da Gama v portugalské kolonii Goa založena malá loděnice Estaleiros Navais de Goa. Roku 1962 byla kolonie obsazena Indií. Loděnice byla přejmenována na Goa Shipyard Limited. Postupně se stala významným dodavatelem hlídkových lodí, zejména pro námořnictvo a pobřežní stráž.

## Vybrané projekty
- Třída Talwar (2 ks) – fregata
- Třída Veer (4 ks) – korveta

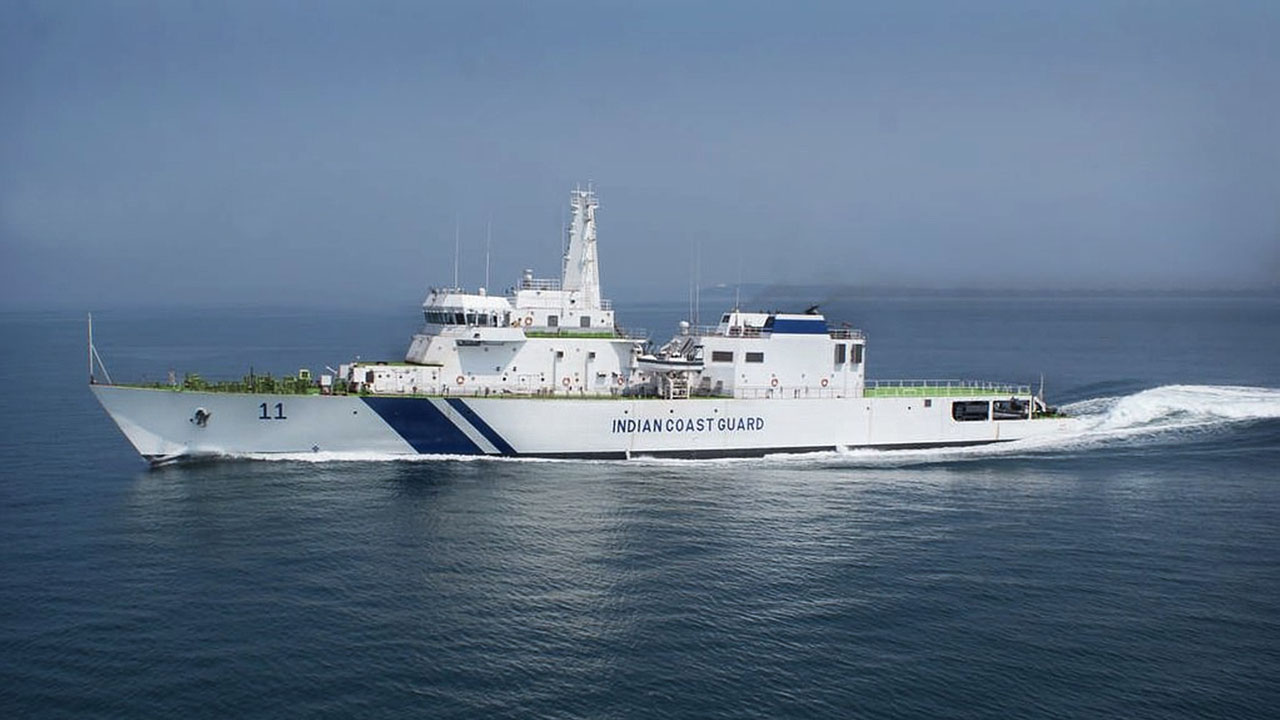
Oceánská hlídková loď pobřežní stráže ICGS Samarth (11)

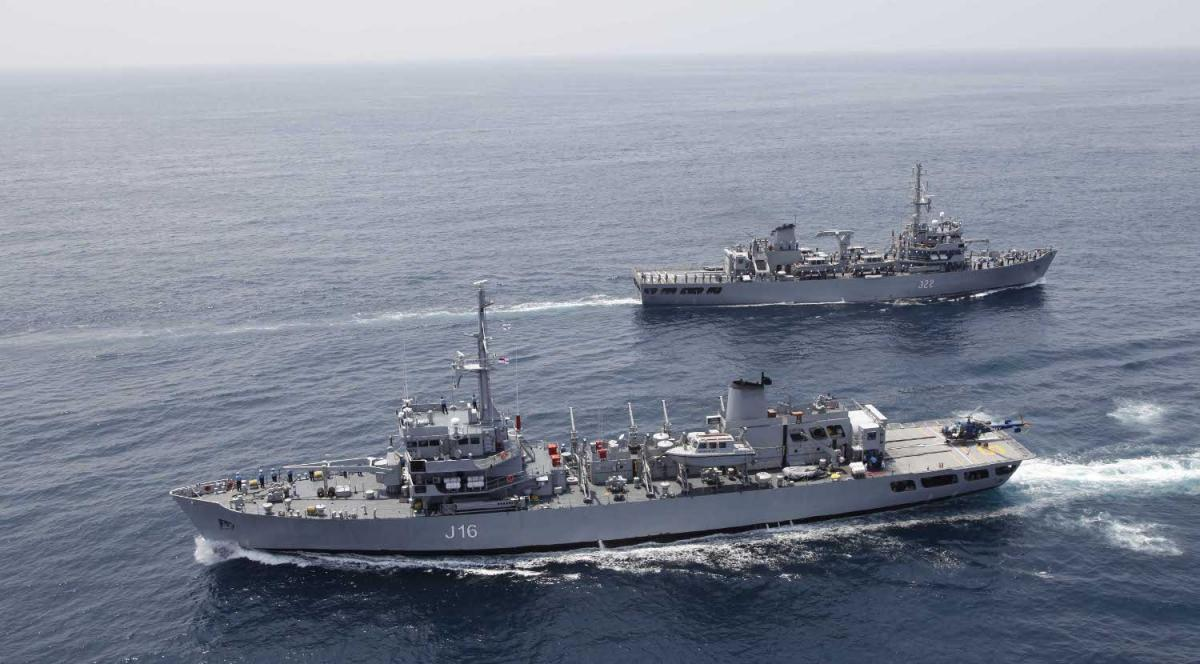
Výzkumné lodě třídy Sandhayak Jamuna (J 16) a Sarvekshak (J 22)

- Třída NGOPV (Next-Generation Offshore Patrol Vessel) – oceánská hlídková loď
- Třída Samarth (11 ks) – oceánská hlídková loď
- Třída Vishwast (3 ks) – oceánská hlídková loď
- Třída Sankalp (2 ks) – oceánská hlídková loď
- Třída Samar (6 ks) – oceánská hlídková loď
- Třída Saryu (6 ks) – oceánská hlídková loď
- Třída Vikram (2 ks) – oceánská hlídková loď

- Třída Adamya (8 ks) – hlídková loď
- Třída Sarojini Naidu (9 ks) – hlídková loď
- Třída Priyadarshini (3 ks) – hlídková loď

- Třída Sandhayak (5 ks) – hydrografická výzkumná loď
- Třída LCU Mk III (4 ks) – vyloďovací člun
- INS Tarangini (A75) – cvičný bark
- INS Sudarshini (A77) – cvičný bark